# Nigel Dick
Nigel Andrew Robertson Dick (n. Catterick, North Yorkshire, Inglaterra; 21 de marzo de 1953) es un director de cine y vídeos musicales, escritor y músico con residencia en Los Ángeles, California. Dirigió  cerca de 300 videos musicales.

## Carrera
Estudió en la Escuela Gresham y en la Universidad de Bath.
Antes del éxito en la música y la industria del cine, Dick trabajó como dibujante arquitectónico, empleado, conductor del taxi, trabajador de la construcción, trabajador de granja, mensajero de motocicleta, dependiente, camarero, y trabajó en la División de Aguas residuales de la Autoridad de Agua de Anglian.
Inició su carrera en el negocio de la música con trabajos para Stiff Records, donde permaneció por 5 años, y luego en Phonogram Records, otros tres años. Dirigió el vídeo original de Band Aid Do They Know It's Christmas, conformado por Boy George, David Bowie, Phil Collins, Sting, Bono, Duran Duran, y otros artistas más. En 1986, se trasladó a Los Ángeles para dirigir su primer filme, P.I. Private Investigations (1987), estelarizado por Ray Sharkey y Martin Balsam. desde entonces, él ha dirigido más de veinte documentales y películas y casi trescientos vídeos musicales. 
En 1986, fue cofundador de Propaganda Films, que llegó a ser una importante compañía productora de comerciales y videos musicales.
videos.

## Videografía
- "The Time of Our Lives de Il Divo.
- "Living On The Borderline" de Smash Palace.
- "Shout" de Tears For Fears.
- "Everybody Wants to Rule the World" de Tears For Fears.
- "Sweet Child O' Mine" de Guns N' Roses.
- "Welcome to the Jungle" de Guns N' Roses.
- "Paradise City" de Guns N' Roses.
- "Gone Away" de The Offspring.
- "Wonderwall" de Oasis.
- "Don't Look Back In Anger" de Oasis.
- "Champagne Supernova" de Oasis.
- "It's All Coming Back to Me Now" de Céline Dion.
- "Believe" de Cher.
- "Baby One More Time" de Britney Spears.
- " Don't Say You Love Me de  M2M.
- "Sometimes canción de Britney Spears.
- "(you drive me) crazy" de Britney Spears.
- "Don't Go Away" de Oasis.
- "I Think I'm In Love With You" de Jessica Simpson.
- "Oops!... I Did It Again" de Britney Spears.
- "I'm Outta Love" de Anastacia.
- "Cowboys & Kisses" de Anastacia.
- "Hero" de Chad Kroeger y Josey Scott.
- "Alive" de S Club 7.
- "Vindicated" by Dashboard Confessional (Spiderman 2 Soundtrack).
- "Savin' Me" de Nickelback.
- "Stickwitu" de Pussycat Dolls.
- "Out Of The Blue" de Delta Goodrem.
- "Fright Song" para Monster High
- "Always on Your Side" de Sheryl Crow y Sting.
- "Rocket" de Def Leppard.
- "Slang" de Def Leppard.
- "Absolutely Positively de Anastacia.
- "Work It Out" de Def Leppard.
- "Gotta Be Somebody" de Nickelback.
- "Broken" de Seether.

## Filmografía (director)
- Callback (2005)
- Seeing Double (2003)
- 2gether (2000)
- The Elevator (1996) (codirector, one segment)
- Dead Connection (1993)
- Deadly Intent (1988)
- P.I. Private Investigations (1987)

## Filmografía (guionista)
- Stella Roxx and The Killer Bats From Hell (2006)
- Sidewalking (2004)
- Callback (1999)
- Everlasting (1995)
* Country Lyfe (1994)
- Hangman (1994)
- Introducing Eric (1993) (argumento de Nigel Dick)
- One Week in April (1990)
- Deadly Intent (1988) (no acreditado)
- P.I. Private Investigations (1987) (argumento de Nigel Dick)

## Músico
Como guitarrista, ha realizado 3 álbumes:
- Flesh, Blood, Wood, Steel
- All Stars And All Sorts
- Weird Stain